# 1er mars 1935
Le vendredi 1 mars 1935 est le 60e jour de l'année 1935.

## Naissances
- Axel Scholtz, acteur allemand
- Dolan Ellis, auteur-compositeur-interprète américain
- Françoise Rasquin (morte le 18 mai 2001), actrice française
- George Genereux (mort le 10 avril 1989), tireur sportif canadien
- Jas Ram Singh, militaire indien
- Jed Allan (mort le 9 mars 2019), acteur américain
- Khenpo Tsultrim Gyamtso Rinpoché, yogi lettré de la tradition Kagyupa du bouddhisme tibétain
- Louis Audoubert, pyrénéiste et alpiniste, photographe, cinéaste et conférencier français
- Mohammed Bakr al-Sadr (mort le 9 avril 1980), religieux chiite irakien
- Robert Conrad (mort le 8 février 2020), acteur et cinéaste américain (1935-2020)
- Roger Delizée (mort le 11 mars 1998), homme politique belge
- Yola Ramírez, joueuse de tennis mexicaine

## Décès
- Edwin Lester Arnold (né le 14 mai 1857), écrivain britannique
- Henri Rapine (né le 25 mai 1853), architecte français
- Joseph Pétermann (né le 6 octobre 1869), industriel suisse
- Sarah Schenirer (née le 6 juillet 1883), écrivaine polonaise
- William Degouve de Nuncques (né le 28 février 1867), peintre belge

## Événements
- Coup d'État grec de mars 1935
- Rattachement de la Sarre à l'Allemagne (à la suite du plébiscite du 13 janvier 1935)
- Publication de Le Scandale du père Brown de G. K. Chesterton
- Création du Service de la protection en France
- Sortie du film japonais Trois sœurs au cœur pur
- Création de la municipalité d'Uribia en Colombie